# Laryssa Biesenthal
Laryssa Biesenthal (ur. 22 czerwca 1971 w Walkerton) – kanadyjska wioślarka, dwukrotna medalistka olimpijska.
Brała udział w dwóch igrzyskach (IO 96, IO 00), na obu zdobywała brązowe medale. W 1996 zajęła trzecie miejsce w czwórce podwójnej. Wspólnie z nią płynęły Kathleen Heddle, Marnie McBean i Diane O’Grady. W 2000 była trzecia w ósemce. Zdobyła pięć medali mistrzostw świata.
Jej mąż Iain Brambell był także medalistą olimpijskim. 